# Петропавловская Слобода (Татарстан)
Петропавловская Слобода — посёлок в Верхнеуслонском районе Татарстана. Входит в состав Введенско-Слободского сельского поселения.

## География
Находится в западной части Татарстана на расстоянии приблизительно 16 км на запад от районного центра села Верхний Услон у реки Свияги.

## История
Известно с 1565-67 года как Жилецкая Слобода. В 1720-х годах здесь были поселены отставные солдаты, в первой трети XIX века переведённые в разряд государственных крестьян..

## Население
Постоянных жителей было в 1782 году — 51 душа мужского пола, в 1859 — 135, в 1908 — 373, в 1926 — 196, в 1949 — 150, в 1958 — 242, в 1970 — 209, в 1979 — 136, в 1989 — 74. Постоянное население составляло 44 человека (русские 96 %) в 2002 году, 26 в 2010.